# Sebastião Eurico Gonçalves de Lacerda
Sebastião Eurico Gonçalves de Lacerda (Vassouras, 18 de maio de 1864 — Rio de Janeiro, 5 de julho de 1925) foi um magistrado e político brasileiro.

## Biografia
Filho do português João Augusto Pereira de Lacerda que pertencia a uma das principais famílias da nobreza açoriana, os Lacerdas do Faial, descendentes das nobres famílias dos Pereiras, senhores da Feira e dos Lacerdas, descentes dos reis de Castela e Leão e dos de França que se estabeleceu em Vassouras e se casou com uma mulher de família influente, descendente de Francisco Rodrigues Alves, o primeiro sesmeiro da cidade de Vassouras. Depois de algum tempo, seus pais passaram a residir em uma chácara no distrito de Comércio, dedicando-se à agricultura, com a produção e  venda de café e mangas, que eram distribuídos por  meio de trem na estação que passava dentro da fazenda, estação ferroviária que hoje leva o seu nome.
Tinha um tio materno influente, professor da Faculdade de Direito de São Paulo, que o auxiliou nos estudos. Depois de algum tempo rompeu com o tio, quando, opondo-se a este, passou a defender a implantação de um regime republicano e a abolição da escravidão.
Formou-se pela Faculdade de Direito de São Paulo em 1884. Foi eleito deputado federal em 1894.
Comandou o Ministério dos Transportes, entre 13 de novembro de 1897 e 27 de junho de 1898, no governo de Prudente de Morais.
Foi nomeado ministro do Supremo Tribunal Federal em 5 de novembro de 1912.
Pai do político, tribuno e escritor Maurício de Lacerda e avô do político, jornalista e escritor Carlos Lacerda. Seus filhos Maurício de Lacerda, Paulo de Lacerda e Fernando de Lacerda foram dirigentes do Partido Comunista Brasileiro (PCB).
Residiu, sempre que podia, e também após a aposentadoria, na chácara em que seus pais haviam residido, na localidade de Comércio, Vassouras. Em sua homenagem, o nome da localidade foi alterado, sendo atualmente denominado distrito de Sebastião Lacerda.